# Gordian Guckh
Gordian Guckh (auch Gugg oder Gugk; * wahrscheinlich um 1480; † zwischen 1541 und 1545) war ein Bildhauer und Maler der Spätgotik.
Die genauen Lebensdaten sind nicht bekannt. Geboren wurde Gordian Guckh wahrscheinlich um 1480, nachweisbar ist er zwischen 1506 (als Hausbesitzer in Laufen an der Salzach) und 1541 (in einem Dokument der Stadt Laufen an der Salzach). Er starb zwischen 1541 und 1545, denn 1545 führten seine Erben einen Rechtsstreit wegen ausstehender Schulden. Seine Ausbildung zum Bildhauer und Fassmaler erhielt er wohl in Salzburg. Stilistisch steht er der Donauschule nahe.
Gordian Guckh war einflussreicher Bürger der Stadt Laufen an der Salzach, war im Stadtrat, zeitweise sogar Bürgermeister, sowie Zechprobst (Vermögensverwalter) an der Pfarrkirche „Unserer Lieben Frau“. Er war sehr vermögend und gab große Darlehen an Stadt und Kirche. Den Kirchenbau finanzierte er teils aus eigener Tasche.

## Familie
Mit seiner Frau Anna zusammen hatte er zwei Söhne und zwei Töchter.

## Werke
Durch Dokumente belegt sind sein Altar in St. Coloman am Tachinger See und seine Altartafeln in St. Leonhard am Wonneberg. Ebenfalls belegt, aber heute nicht mehr vorhanden sind seine Arbeiten für die Kirchen in Burg bei Tengling, Leogang und Laufen (Salzach). Zugeschrieben werden ihm und seiner Werkstatt weitere Altäre in der Kirche St. Georg in Nonn und der Brunnhauskapelle in Bad Reichenhall, Pfarrwerfen und Johannishögl bei Piding, ferner ein Gemälde in der Salzburger Residenzgalerie. Umstritten ist die Zuschreibung von Teilen von Altären im Stift Nonnberg in Salzburg, Gebertsham in der Gemeinde Lochen, Oberndorf, Burghausen und Schladming (Steiermark).

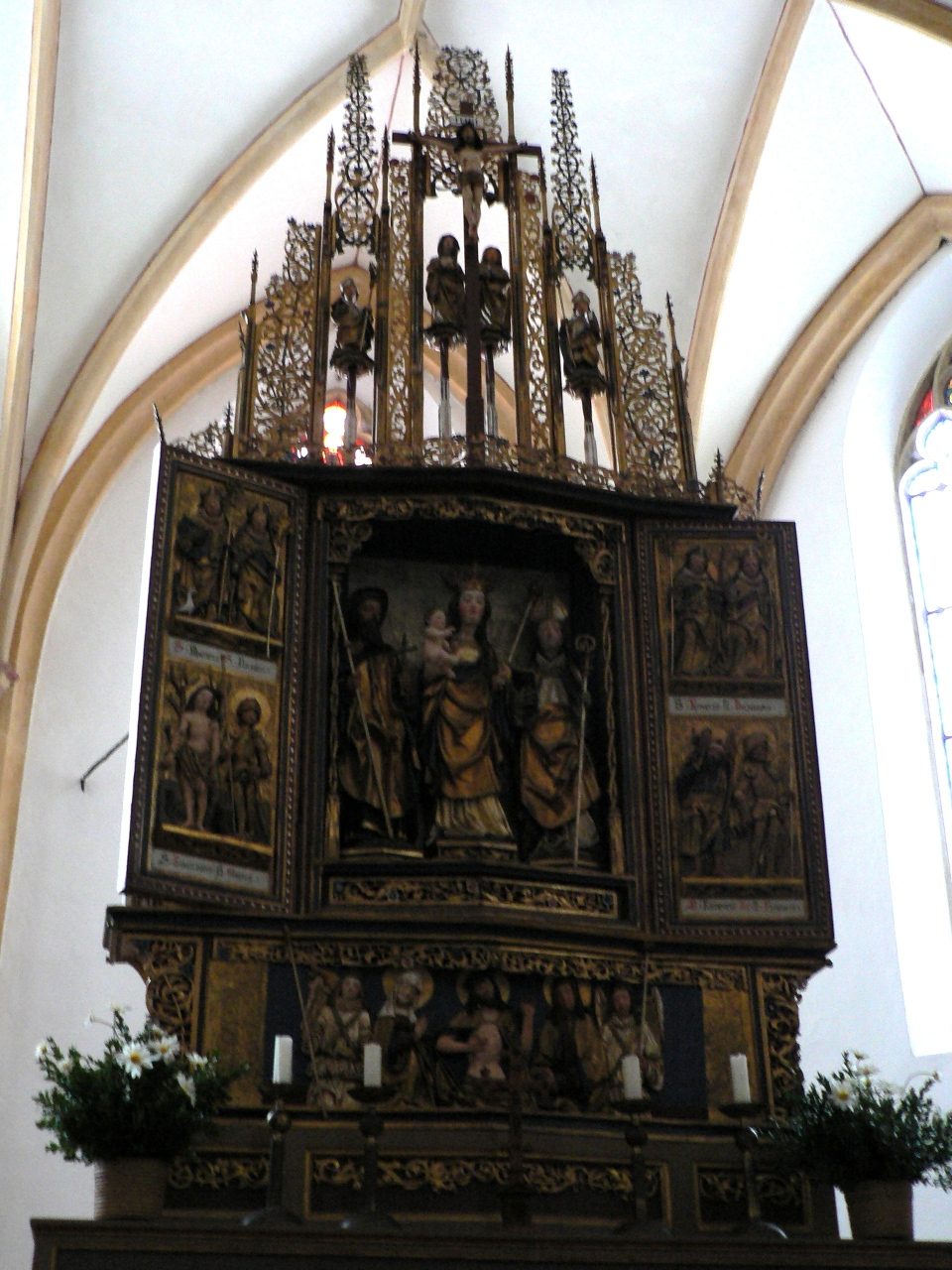
Flügelaltar der Kirche St. Coloman am Tachinger See, 1515
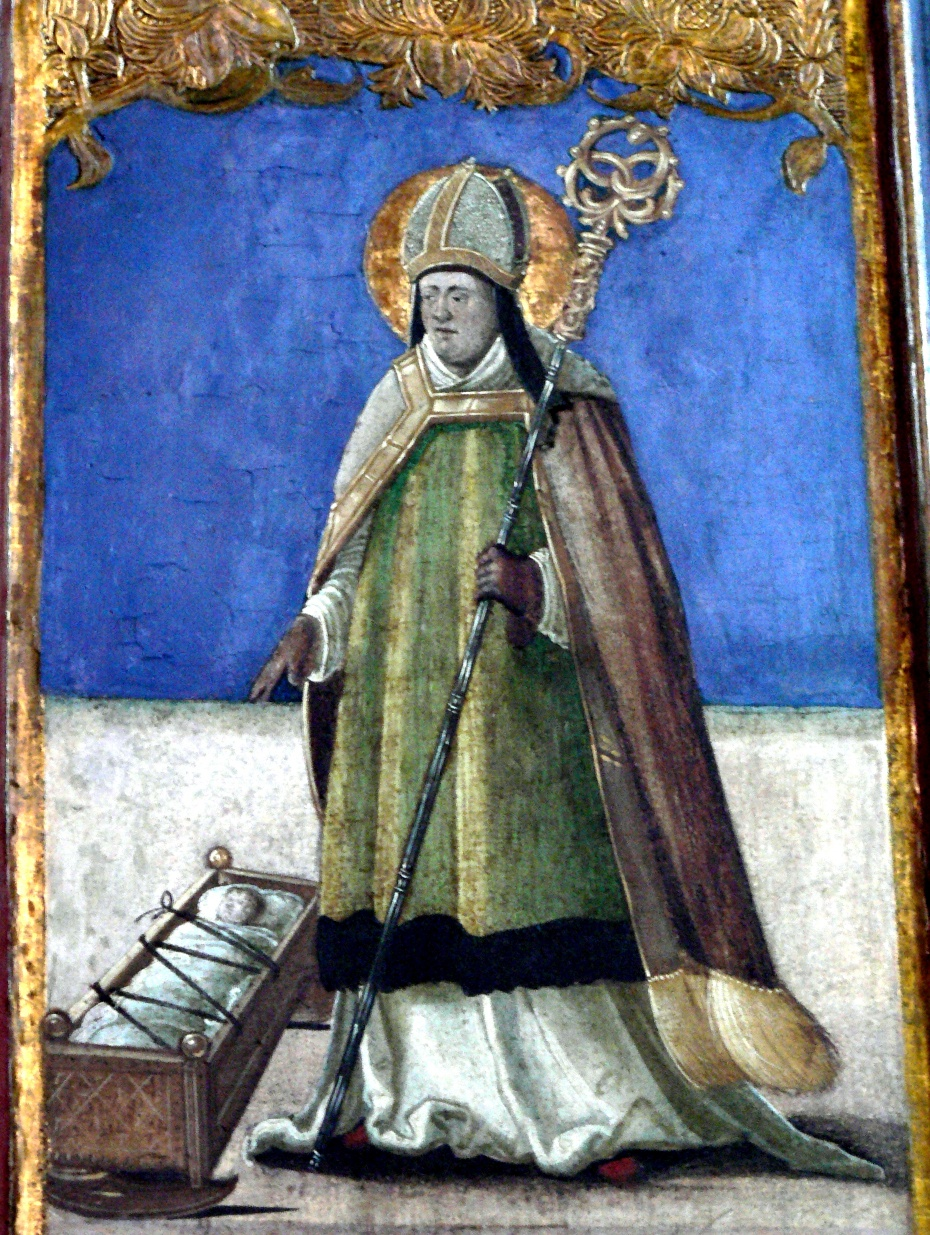
St. Ambrosius am Flügelaltar der Kirche St. Coloman am Tachinger See, 1515
Flügelaltar der Filialkirche in Gebertsham
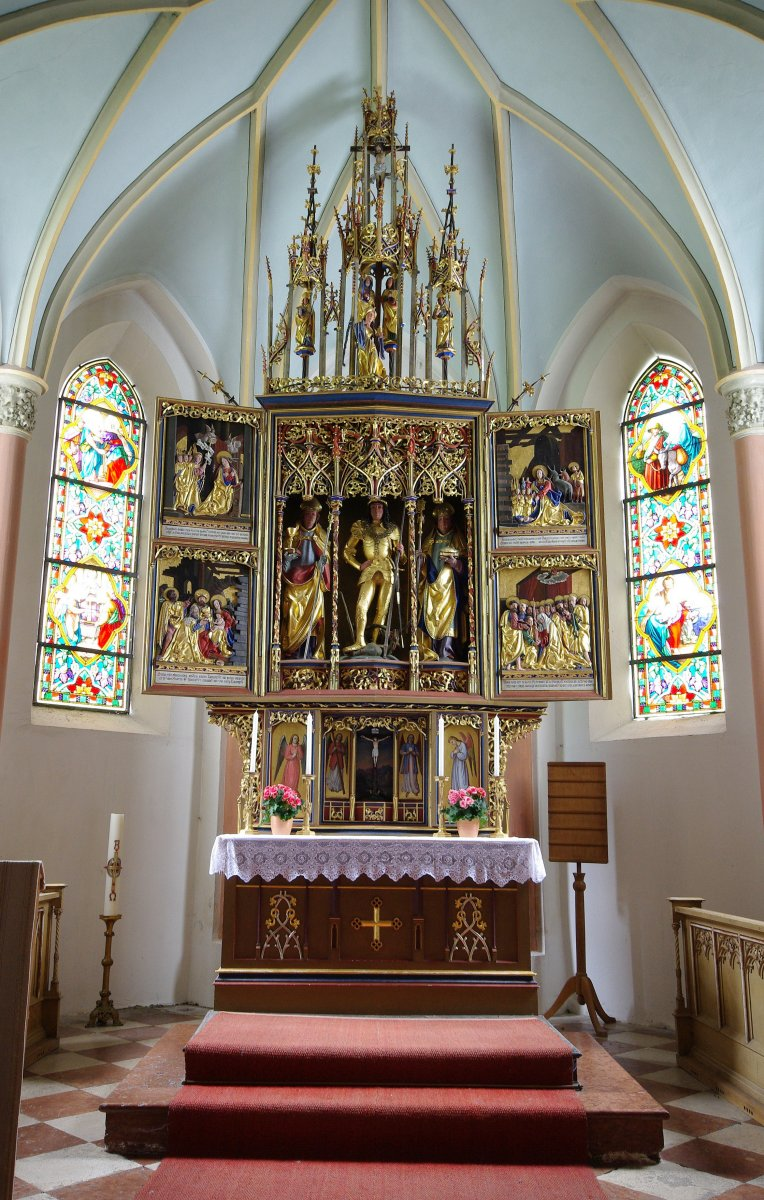
Altar in St. Georg in Nonn bei Bad Reichenhall
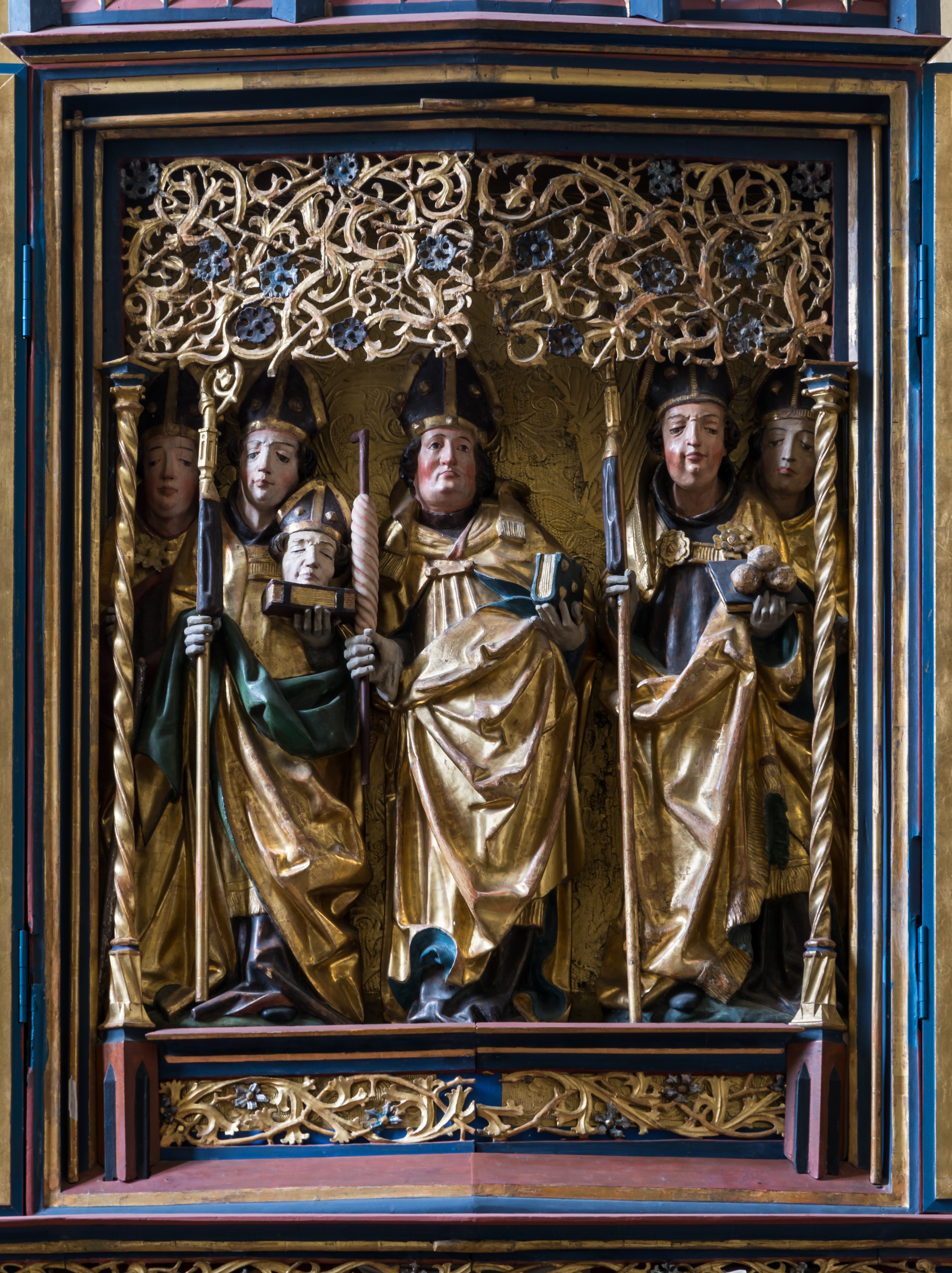
Schrein des Nothelferaltars der Pfarrkirche Pfarrwerfen, um 1520

## Werkverzeichnis
Erhalten:
- St. Coloman am Tachinger See, Flügelaltar, 1515
- St. Leonhard am Wonneberg, Flügelaltarbilder, um 1510
- Nonn, St. Georg, Flügelaltar, 1513
- Johannishögl bei Piding, St. Johann, Flügelaltar, um 1530
- Pfarrwerfen, St. Cyriak, Flügelaltar, um 1520
- Gebertsham in der Gemeinde Lochen, Gebertshamer Flügelaltar in der Filialkirche zum Hl. Kreuz, um 1518
- Salzburg, Schatzkammer Stift Nonnberg, Teile des Rupertusaltars
- Salzburg, Residenzgalerie, Gemälde Kardinal Matthäus Lang, 1529
- Oberndorf, Museum, Schifferaltar, um 1500
- Schladming (Steiermark), evangelische Kirche, Altar
- Burghausen, Burgkapelle St. Elisabeth, Altargemälde, um 1520

Heute nicht mehr erhalten:
- Burg bei Tengling, Mariä Himmelfahrt, Altar
- Leogang, Altarbilder, 1532
- Laufen an der Salzach, verschiedene, nicht näher bezeichnete Arbeiten

## Belege
1. ↑  St. Coloman (Memento des Originals vom 6. Januar 2022 im Internet Archive)  Info: Der Archivlink wurde automatisch eingesetzt und noch nicht geprüft. Bitte prüfe Original- und Archivlink gemäß Anleitung und entferne dann diesen Hinweis.

| Personendaten    | Personendaten                     |
| ---------------- | --------------------------------- |
| NAME             | Guckh, Gordian                    |
| ALTERNATIVNAMEN  | Gugg, Gordian; Gugk, Gordian      |
| KURZBESCHREIBUNG | Bildhauer und Maler der Spätgotik |
| GEBURTSDATUM     | um 1480                           |
| STERBEDATUM      | zwischen 1541 und 1545            |